# Diplocephalus caecus
Diplocephalus caecus är en spindelart som beskrevs av Denis 1952. Diplocephalus caecus ingår i släktet Diplocephalus och familjen täckvävarspindlar.
Artens utbredningsområde är Belgien. Inga underarter finns listade i Catalogue of Life.